# Milson (Shropshire)
 (octobre 2023).
Pour l’article homonyme, voir Milson.
Milson est une paroisse civile et un village du Shropshire, en Angleterre.